# Sant Jaume d'Enveja
Sant Jaume d'Enveja est une commune de la province de Tarragone, en Catalogne, en Espagne, de la comarque de Montsià